# Michail Protopapadakis
Michail Protopapadakis, gr. Μιχαήλ Πρωτοπαπαδάκης (ur. 21 maja 1933 w Atenach) – grecki polityk i inżynier, parlamentarzysta krajowy, od 1981 do 1984 poseł do Parlamentu Europejskiego I kadencji.

## Życiorys
Wnuk Petrosa Protopapadakisa, premiera Grecji w roku 1922, a także syn Aristidesa Protopapadakisa, wielokrotnego ministra. Studiował inżynierię mechaniczną na Politechnice Narodowej w Atenach. Kształcił się też w zakresie psychologii na Uniwersytecie Indiany oraz w Paryżu.
Zaangażował się w działalność polityczną w ramach Nowej Demokracji. W 1974 i 1977 wybierany do Parlamentu Hellenów z okręgu Cyklady. Od 1977 do 1980 pozostawał wiceministrem przemysłu i energii w rządzie Konstandinosa Karamanlisa. W 1981 wybrany posłem do Parlamentu Europejskiego, przystąpił do Europejskiej Partii Ludowej. Został wiceprzewodniczącym Delegacji ds. stosunków z państwami rejonu Zatoki Perskiej (1983–1984), należał m.in. do Komisji Budżetowej.
Żonaty, mieszka w Ekali. W 2010 na wniosek Mihaila Protopapadakisa krajowy sąd najwyższy anulował wyrok śmierci wydany na jego dziadka 88 lat wcześniej.